# Elephantopus
Elephantopus es un género de al menos doce especies de planta perenne perteneciente a la familia Asteraceae. Varias especies son originarias del sureste de los Estados Unidos, y al menos una nativa de India y del Himalaya.

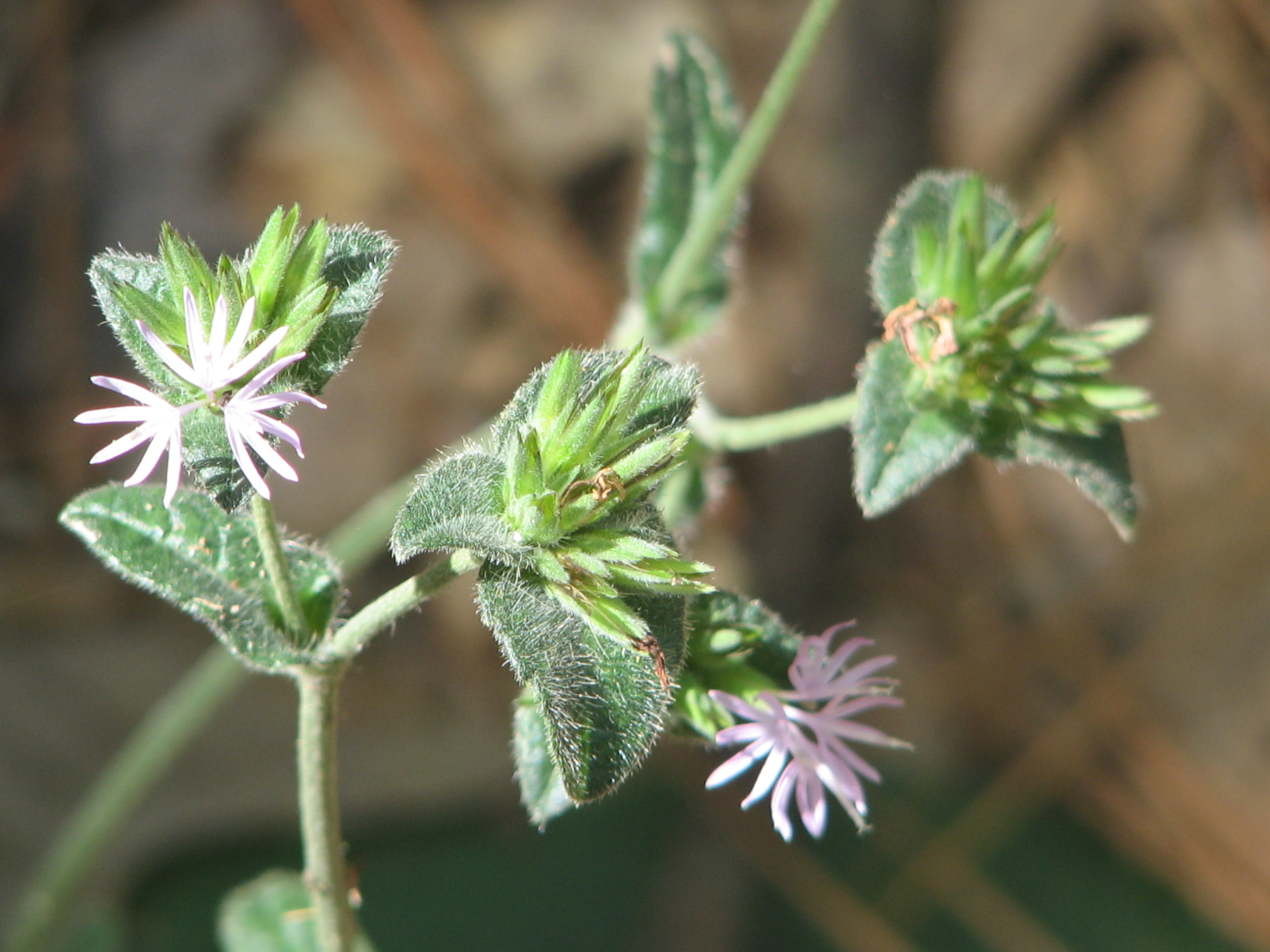
Elephantopus tomentosus en los Estados Unidos

Comprende 73 especies descritas y de estas, solo 25 aceptadas.

## Descripción
Son hierbas perennes, robustas, que alcanzan un tamaño de 0.3–1.5 m de alto, erectas; ramas pilosas, hirsutas o vellosas. Hojas alternas y/o basales, oblanceoladas, oblongas a obovadas o espatuladas, 7–22 cm de largo y 2–7 cm de ancho, ápice obtuso, agudo o cortamente acuminado, base atenuada, abrazadora, márgenes subenteros a crenados, más obscuros, escasamente pilosas y frecuentemente escabrosas en la haz, resinoso-punteadas y densamente puberulentas o velutino-pilosas en el envés; pecíolos indistintamente ensanchados en la base y abrazadores. Capitulescencias solitarias, terminales, en panículas corimbosas de glomérulos con ca 40 capítulos, muy ramificadas, abrazadas por brácteas ovadas; capítulos discoides; filarias 8 en 4 pares decusados, paleáceas, menudamente seríceas hacia el ápice, generalmente punteado-resinosas, ápice rígido-acuminado, las exteriores lanceoladas, 4.5–5 mm de largo, las internas lanceolado-oblongas, 5.5–7.5 mm de largo; receptáculos planos, desnudos; flósculos 4, perfectos; tubo de la corola 3–6 mm de largo, los lobos 1.2 mm, blancos a rosados; anteras 1 mm de largo; estilos de 7 mm de largo. Aquenios obovoides, 1.9–2.7 mm de largo, ligeramente aplanados, 10-acostillados, menudamente pilosos, estrigulosos, resinoso-punteados, cafés cuando maduros, pálidos en las costillas; vilano en 1 serie de 5 (–8) cerdas, 3.5–5 mm de largo, dilatadas en una base angosta o ampliamente triangular.

## Usos
E. scaber es una especie de planta de la medicina tradicional y otras especies, incluyendo E. mollis y E. carolinianus,  También se han investigado por sus propiedades medicinales. E. scaber contiene elephantopin que es un gemacranolide sesquiterpenlactonas que contiene dos anillos de lactona y un grupo funcional epóxido, y ha demostrado tener una actividad antitumoral.

## Taxonomía
El género fue descrito por Carlos Linneo y publicado en Species Plantarum 2: 814. 1753.	La especie tipo es: Elephantopus scaber L.
Etimología
Elephantopus: nombre genérico que deriva de las palabras griegas: 
elephantos = "elefante", y pous = "pie"; probablemente en alusión a las rosetas de grandes hojas basales.

## Especies aceptadas
A continuación se brinda un listado de las especies del género Elephantopus aceptadas hasta julio de 2012, ordenadas alfabéticamente. Para cada una se indica el nombre binomial seguido del autor, abreviado según las convenciones y usos.
- Elephantopus angolensis O.Hoffm.
- Elephantopus arenarius Britton & P.Wilson ex Britton
- Elephantopus arenosus Krasch.
- Elephantopus biflorus (Less.) Sch.Bip.
- Elephantopus carolinianus Raeusch.
- Elephantopus dilatatus Gleason
- Elephantopus elatus Bertol.
- Elephantopus elongatus Gardner
- Elephantopus erectus Gleason
- Elephantopus hirtiflorus DC.
- Elephantopus mendoncae Philipson
- Elephantopus micropappus Less.
- Elephantopus mollis Kunth
- Elephantopus multisetus O.Hoffm. ex T.Durand & De Wild.
- Elephantopus nudatus A.Gray
- Elephantopus palustris Gardner
- Elephantopus piauiensis R.Barros & Semir
- Elephantopus pratensis C.Wright
- Elephantopus racemosus Gardner
- Elephantopus riparius Gardner
- Elephantopus scaber L.
- Elephantopus senegalensis (Klatt) Oliv. & Hiern
- Elephantopus tomentosus L.
- Elephantopus virgatus Desv. ex Ham.